# Muscarelle Museum of Art
Le Muscarelle Museum of Art est un musée universitaire affilié au College of William & Mary à Williamsburg, en Virginie.

## Histoire
Alors que le musée ne date que de 1983, la collection d'art universitaire existe depuis son premier don — un portrait du physicien Robert Boyle — en 1732. La plupart des premiers dons au William & Mary sont liés à son histoire ou à l'histoire du Commonwealth de Virginie. Les dons de portraits sont à la base de la première collection et comprennent de nombreuses « premières familles » (First Families (en)) de Virginie (FFV), y compris des portraiturés des familles Page, Bolling et Randolph.